# Badruddin Ajmal

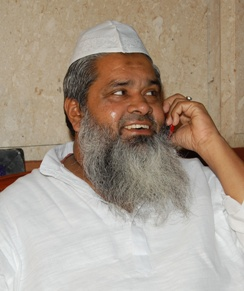
Badruddin Ajmal

Maulana Badruddin Ajmal (* 12. Februar 1950 in Gopal Nagar, Distrikt Nagaon) ist ein indischer Politiker aus dem Bundesstaat Assam. Er ist der Gründer der Regionalpartei All India United Democratic Front (AIUDF) und seit 2009 Abgeordneter in der Lok Sabha (dem Unterhaus des indischen Parlaments).
Badruddin Ajmal wurde 1950 im Dorf Gopal Nagar im Distrikt Nagaon im Bundesstaat Assam geboren. Er gehört der muslimischen Minderheit Assams an, die ein knappes Drittel der Bevölkerung des Bundesstaates ausmacht. Ajmal wurde an der islamischen Hochschule Dar ul-Ulum Deoband ausgebildet und schloss sein Studium mit dem Abschluss Fazil-e-Deoband ab, der mit einem Master in islamischer Theologie und Arabisch vergleichbar ist. Als Absolvent einer islamischen Hochschule trägt er den Titel Maulana. Badruddin Ajmal ist seit 1979 verheiratet und hat sieben Kinder. Als Parfümhändler brachte er es in Mumbai zu erheblichem Vermögen, das er teilweise zu wohltätigen Zwecken einsetzt. Ajmal ist Gründer und Vorsitzender der Wohlfahrtsorganisation Markazul Maarif, die 2004 bekannt wurde, als der Sub-Division Hojai im Distrikt Nagaon durch eine von ihr initiierte massive Alphabetisierungskampagne eine Alphabetisierungsquote von 100 Prozent erreichte. Außerdem war Badruddin Ajmal Vorsitzender der einflussreichen islamischen Organisation Jamiat Ulema-e-Hind in Assam, bis er wegen interner Streitigkeiten aus der Organisation ausgeschlossen wurde.
2005 gründete Badruddin Ajmal die Partei Assam United Democratic Front (AUDF), die später in All India United Democratic Front (AIUDF) umbenannt wurde, als Interessenvertretung der Minderheiten Assams. Der AUDF gelang es schnell, durch die Unterstützung der muslimischen Wählerschaft zu einer bedeutenden politischen Kraft im Bundesstaat aufzusteigen. 2006 zog Ajmal als einer von zehn Abgeordneten seiner Partei in das Bundesstaatsparlament Assams ein. Bei der gesamtindischen Parlamentswahl 2009 kandidierte er erfolgreich im Wahlkreis Dhubri in Assam und wurde als einziger Kandidat der AIUDF in die Lok Sabha gewählt. Bei der Parlamentswahl 2014, bei der die AIUDF ihr Ergebnis auf drei Sitze verbessern konnte, wurde Ajmal wiedergewählt.